# شهد برمدا
شهد برمدا (14 آب / أغسطس 1989 -)، مغنية سورية ولدت في حلب. اشتهرت بعد وصولها إلى نهائيات برنامج سوبر ستار الموسم الثالث وحصولها على المركز الثاني بنسبة 47% من مجموع الأصوات ضد المتسابق السعودي إبراهيم الحكمي الذي فاز.من اشد المعجبين بصوتها هو قيصر الأغنية العربية الموسيقار كاظم الساهر الذي اشاد بها وبصوتها أكثر من مرة وفي أكثر من مناسبه.

## حياتها
تلقت علومها الابتدائية في مدرستي قرطبة ومدرسة الشهيد زكريا غباش، أما علومها الإعدادية والثانوية فكانت في مدرسة هدى شعرواي. بدأت موهبتها في الظهور في سن مبكرة، تحديدًا عندما كانت في السابعة من عمرها، حيث اكتشفت معلمتها جمال صوتها. لفتت الأنظار إلى موهبتها الغنائية الفذة، فقدمها المسؤولون عن مدرستها للمشاركة في مسابقة الأطفال الهواة. ورغم أن مشاركتها كانت شرفية بسبب صغر سنها، استطاعت أن تفوز بالمركز الأول على مستوى مختلف محافظات الجمهورية العربية السورية. ثم شاركت في المسابقة نفسها بشكل رسمي، وحصلت على المركز الأول لمدة خمس سنوات متتالية.
التحقت بالمعهد الموسيقي في مدينة حلب، حيث تعلمت العزف على آلة العود وقراءة الموسيقى، وتخرجت من المعهد حائزة على درجة البكالوريوس في عزف العود والسولفيج. شهد عام 2006 انطلاقة قوية لها في عالم الفن عندما شاركت في برنامج "سوبر ستار"، حيث أبهرت جميع الفنانين والهواة بأدائها. تم قبولها من قبل لجنة التحكيم بعد انتهاء فترة الالتحاق بالبرنامج نظرًا لجمال وعذوبة صوتها التي أسرت قلوب جميع من شاهدها واستمع إليها.
بعد عامين من تخرجها من برنامج "سوبر ستار"، شاركت في مهرجان الموسيقى العربية الذي يُعقد سنويًا في دار الأوبرا المصرية، رغم أنها لم تكن تملك أغنية خاصة بها بعد. وفي نفس العام، 2008، تبنتها شركة نينار للإنتاج الفني، وأصدرت لها أول عمل غنائي لها في ألبوم حمل عنوان "بعد إلّي صار"، والذي تضمن عشر أغنيات تعاونت فيها مع كبار الشعراء والملحنين مثل سمير صفير ونزار فرنسيس.

## الحفلات والجوائز
في رصيدها العديد من الحفلات والأمسيات الفنية التي أقيمت في العديد من الدول مثل تركيا، تونس، مصر، وبلدها سوريا. كما تركت بصمة صوتها في العديد من البرامج، مثل "تاراتاتا" على قناة دبي، و"هلا وغلا" على قناة أبوظبي، و"ضي القناديل" و"طال السهر". في عام 2001، شاركت في مسابقة ملتقى الأطفال العرب في دولة الإمارات، وفازت بالمركز الأول من بين 21 دولة عربية. وفي نفس العام، حازت على جائزة أفضل أداء في مهرجان أورنينا الذي يقام سنويًا في سوريا. كما شاركت في مهرجان المحبة والسلام لمدة أربع سنوات متتالية، واستُضيفت في دار الأوبرا السلطانية في سلطنة عمان في ليلة أم كلثوم عام 2016.

## اعمالها الفنية

### الألبومات
- بعد إلي صار (2009)

### الفيديو كليب
- بعد إلي صار

### أغاني منفردة
| الأغنية                    | كلمات         | الحان      | توزيع          |
| -------------------------- | ------------- | ---------- | -------------- |
| شوفيي قلك                  | انور مكاوي    | محمود عيد  | عمر الصباغ     |
| مشكلتي سوري (لمنتخب سوريا) | علي المولى    | فضل سليمان | ايليا نستا     |
| اعشقك                      | سعود الشربتلي | محمد رحيم  | تميم           |
| ياكايدهم                   | هاني الصارو   | أحمد زعيم  | عمرو عبدالفتاح |

## وصلات خارجية
- شهد برمدا على موقع ميوزك برينز (الإنجليزية)
- شهد برمدا على موقع ديسكوغز (الإنجليزية)